# فلوریان روسو
فلوریان روسو (فرانسوی: Florian Rousseau‎؛ زادهٔ ۳ فوریهٔ ۱۹۷۴) دوچرخه‌سوار اهل فرانسه است.
وی در مسابقات کشوری و بین‌المللی در مجموع برندهٔ ۴ مدال طلا، ۳ مدال نقره، ۱ مدال برنز شده‌است.